# 三池山大五郎
三池山 大五郎（みいけやま だいごろう、1903年8月8日 - 1951年3月22日）は、昭和時代の大相撲力士。陸奥部屋所属。本名は松井 善次。最高位は十両9枚目。

## 経歴
福岡県大牟田市出身。陸奥部屋に入門し、1922年5月、「葉颪」の四股名で初土俵を踏む（のち「三池山」に改名）。1928年1月十両に昇進。この場所は2勝8敗1分と負け越した。昭和初期は東京場所と地方場所とで別々に番付が作成されたため、三池山の場合、東京場所では成績が良い反面、地方場所では不振となり、十両に昇進した次の場所の1928年3月では三段目の地位にあった。十両は在位1場所で終わり、復帰することはなかった。1930年10月に廃業。1951年死去。

## 改名
葉颪→三池山